# 菅田うり
菅田 うり（すがた うり）は、日本の漫画家。

## 人物
既婚で子供がいる。チワワを2匹飼っている。児童養護施設出身。

## 作品リスト

### 連載・シリーズ
講談社
- アンチ・バージンですが、なにか?（『デザート』2007年4月号・6月号・7月号）
- わたしの彼氏はゴリボンくん（デザート』2012年5月号別冊付録[3]、『THEデザート』2012年7月号・9月号）
- つばめと海とドルチェ（『デザート』2013年3月号[4] - 6月号）
- キスしてもいいころ（『デザート』2013年9月号 - 12月号、2015年3月号[注釈 1]） - 連載時タイトル。単行本収録時、それぞれの話にサブタイトルがつけられた。
- とにかくキミが。（『デザート』2014年3月号 - 2015年1月号）
- いちばん星キラリ（『デザート』2015年7月号[5] - 2016年3月号）
- こんなわたしをかわいい、なんて（『デザート』2016年12月号[6] - 2018年1月号）
- 明日、ナイショのキスしよう（『デザート』2018年6月号[7] - 2019年7月号[8]）

双葉社
- 九月の恋と出会うまで（原作：松尾由美、『めっちゃコミック』内『KoiYui（恋結）レーベル』2018年[9]） - 映画のコミカライズ。

主婦と生活社
- 妃教育から逃げたい私（原作：沢野いずみ・キャラクター原案：夢咲ミル、『PASH UP!』2020年3月24日 - 連載中） - 小説のコミカライズ。

### 読切
- ラクガキの下
- いっしょに生きる人、募集します。
- ご主人様とオムライス
- アプリコットサワーちょうだい
- 結婚のヒミツ♥
- 父にメールを送った夜（原案：りい）
- あたしのオレ様
- ナルH卒業!
- カムバック処女!!
- 綿雪レター
- 施設っ子日記 うり坊の晴れのち晴れ（Be Smile Project作品） - 自身の体験談を元にした作品。
- ゆるりふわり〜ゆめのなか〜（『ガレット』2017年創刊号[10]）

### イラスト
- 妃教育から逃げたい私（著：沢野いずみ、主婦と生活社〈PASH!文庫〉2024年5月31日）※3巻のみ。

### 書籍
講談社〈講談社コミックスデザート〉
- ラクガキの下（2006年8月11日発売[11]、ISBN 978-4-06-365402-8、全1巻）
  - 「いっしょに生きる人、募集します。」「ご主人様とオムライス」併録。
- アプリコットサワーちょうだい（2007年4月13日[12]、ISBN 978-4-06-365447-9、全1巻）
  - 「結婚のヒミツ♥」「父にメールを送った夜」（原案：りい）「あたしのオレ様」併録。
- アンチ・バージンですが、なにか?（2007年9月13日発売[13]、ISBN 978-4-06-365470-7、全1巻）
  - 「ナルH卒業!」「カムバック処女!!」併録。
- つばめと海とドルチェ（2013年6月13日発売[14]、ISBN 978-4-06-365735-7、全1巻）
- キスしてもいいころ（2014年1月10日発売[15]、ISBN 978-4-06-365758-6、全1巻）
  - 「くちびるから発熱」「目を閉じてハロー」「ハートストライク」「眠れる男」収録。
- とにかくキミが。（2014年刊、全2巻）
  1. 2014年7月11日発売[16]、『デザート』2014年3月号 - 7月号、ISBN 978-4-06-365777-7
  2. 2014年12月12日発売[17]、『デザート』2014年9月号 - 2015年1月号、ISBN 978-4-06-365799-9
- いちばん星キラリ（2015年 - 2016年刊、全2巻）
  1. 2015年10月13日発売[18]、『デザート』2015年7月号 - 10月号、ISBN 978-4-06-365837-8
  2. 2016年4月13日発売[19]、『デザート』2015年12月号 - 2016年3月号、ISBN 978-4-06-365857-6
- こんなわたしをかわいい、なんて（2017年 - 2018年刊、全3巻）
  1. 2017年3月13日発売[20]、『デザート』2016年12月号 - 2017年3月号、ISBN 978-4-06-365903-0
  2. 2017年8月10日発売[21]、『デザート』2017年5月号 - 8月号、ISBN 978-4-06-365920-7
  3. 2018年1月12日発売[22]、『デザート』2017年9月号 - 2018年1月号、ISBN 978-4-06-510682-2
- 明日、ナイショのキスしよう（2018年 - 2019年刊、全3巻）
  1. 2018年9月13日発売[23][24]、『デザート』2018年6月号 - 9月号、ISBN 978-4-06-512874-9
  2. 2019年2月13日発売[25]、『デザート』2018年11月号 - 2019年2月号、ISBN 978-4-06-514572-2
  3. 2019年7月12日発売[26]、『デザート』2019年4月号 - 7月号、ISBN 978-4-06-516348-1

双葉社〈ジュールコミックス〉
- 九月の恋と出会うまで（原作：松尾由美、2019年刊、全2巻）
  1. 上巻 2019年2月12日発売[27]、ISBN 978-4-575-33753-2
  2. 下巻 2019年2月12日発売[28]、ISBN 978-4-575-33754-9

主婦と生活社〈PASH!コミックス〉
- 妃教育から逃げたい私（原作：沢野いずみ・キャラクター原案：夢咲ミル、2020年 - 刊、既刊6巻）※2024年12月6日現在。

### アンソロジー
講談社〈講談社コミックスデザート〉
- たった1人の君へ。〜イジメなんかに負けない!あなたをいやす5つのストーリー〜（2007年7月13日発売[29]、ISBN 978-4-06-365461-5）
  - 「いっしょに生きる人、募集します。」収録。
- 本気泣き。-ケータイ小説より泣ける読者体験手記-（2008年10月10日発売[30]、ISBN 978-4-06-365530-8）
  - 「綿雪レター」収録。
- S系カレシ図鑑!（2009年5月13日発売[31]、ISBN 978-4-06-365554-4）
  - 「あたしのオレ様」収録。
- 何度でも泣ける一生に一度の恋（2010年7月13日発売[32]、ISBN 978-4-06-365616-9）
- イケない体験（2012年6月発売[33]） - 電子書籍限定。
  - 「アンチ・バージンですが、なにか?」収録。
- イケない「先輩」（2014年8月発売[34]） - 電子書籍限定。
  - 「あたしのオレ様」収録。